# Államok vezetőinek listája 57-ben
Ezen az oldalon az i. sz. 57-ben fennálló államok vezetőinek névsora olvasható földrészek, majd országok szerinti bontásban.

## Európa
- Boszporoszi Királyság
  - Király: I. Kotüsz (45/46–68/69)
- Dák Királyság
  - Király: Scorilo (30–70)
- Római Birodalom
  - Császár: Nero (54–68)  
    - Consul: Nero császár
    - Consul: Lucius Calpurnius Piso
    - Consul suffectus: Lucius Caesius Martialis

  - Britannia provincia
    - Legatus: Aulus Didius Gallus (51–57)
    - Legatus: Quintus Veranius (57–58)

## Ázsia
- Armenia
  - Király: I. Tiridatész (54–60)
- Atropaténé
  - Király: Pakórosz (51-70 után)
- Elümaisz
  - Király: II. Oródész (50-70)
- Hsziungnuk
  - Sanjü: Csiufu Ju-ti (56-57)
  - Sanjü: Jifa Julüti (57-59)
- Ibériai Királyság
  - Király: I. Pharaszmanész (1–58)
- India
  - Anuradhapura
    - Király: Jaszalálakka (52-60)

  - Indo-pártus Királyság
    - Király: I. Abdagaszész (50–65)
- Japán
  - Császár: Szuinin (i. e. 29–70)
- Kína (Han-dinasztia)
  - Császár: Han Kuang Vu-ti (25–57)
  - Császár: Han Ming-ti (57–75)
- Kommagéné
  - Király: IV. Antiokhosz (38–72)
- Korea
  - Pekcse
    - Király: Taru (29–77)

  - Kogurjo
    - Király: Thedzso (53–146)

  - Silla
    - Király: Juri (24–57)
    - Király: Thalhe (57–80)

  - Kaja államszövetség
    - Király: Szuro (42–199?)
- Kusán Birodalom
  - Király: Kudzsula Kadphiszész (30-80)
- Nabateus Királyság
  - Király: II. Malikhosz (40–70)
- Oszroéné
  - Király: V. Mánu (50–57)
  - Király: VI. Mánu (57–71)
- Pártus Birodalom
  - Nagykirály: I. Vologaészész (51–76/80)
- Pontoszi Királyság
  - Királynő: II. Polemón (38-64)
- Római Birodalom
  - Iudaea
  - Király: II. Heródes Agrippa (50–70)
  - Procurator: Marcus Antonius Felix (52–60)
  - Főpap: Anániás ben Nebedeosz (46–58)
  - Syria provincia
    - Praefectus: Caius Ummidius Durmius Quadratus (50/51–59/60)

## Afrika
- Római Birodalom
  - Aegyptus provincia
    - Praefectus: Tiberius Claudius Balbillus (55–59)
- Kusita Királyság
  - Kusita uralkodók listája

## Fordítás
Ez a szócikk részben vagy egészben  a   Liste der Staatsoberhäupter 57 című német Wikipédia-szócikk ezen változatának fordításán alapul.  Az eredeti cikk szerkesztőit annak laptörténete sorolja fel. Ez a jelzés csupán a megfogalmazás eredetét és a szerzői jogokat jelzi, nem szolgál a cikkben szereplő információk forrásmegjelöléseként.